# 明施慎選
明施慎選(iDonate)是一家由核數報告角度，調查香港慈善機構的營運狀況，並為機構作資金需求分析和評級的民間監察機構。
2011年1月，明施慎選因揭發慈善團體香港麥當勞叔叔之家慈善基金賬目混亂，以無限期兼無利息借款予餐廳，以及同年3月揭發香港佛教慈善機構志蓮淨苑2009年度將超過一半可動用資金（約2.5億港元）作投資，以圖彌補2008年度近億元的虧損，另購入四千多萬元高風險金融產品"ELN"（Equity-Linked Note，資產掛鉤票據）因而廣為傳媒報導。
2011年10月，明施慎選成立結合評級和捐獻的網上平台「智 Like」，連繫本港20多間慈善機構，包括「婦女動力基金」和「關懷愛滋」等，在網上公開機構的核數報告、籌款目標和受惠對象等資料，讓公眾得悉其真正需求和跟進善款去向。

## 運作方式
「明施慎選」創辦人Bonita Wang溫澤君指，「明施慎選」旨在「提升慈善機構的透明度，推廣慈善活動和關懷文化」。「明施慎選」以公民身分在公開平台發聲，他們的慈善機構評級方式主要參照美國民間機構Charity Navigator並作出修訂，以便更適合香港的狀況。他們從社聯的「惠施網」以及獲得s.88免稅地位的名單中隨機抽出一些慈善機構，分別就透明度、善款需求和營運效率作出評價。營運效率的評級顯示機構是否有效運用資源，包含機構營運優劣的價值判斷；善款需求的評級則純粹指出機構財政狀況是充裕還是緊絀，對善款需求有多大。

## 評價
對於「明施慎選」的成立和運作，社聯業務總監（發展及協作）蔡劍華表示歡迎。

## 外部連結
- 明施慎選官方網站 （页面存档备份，存于）
- 明施慎選Facebook專頁
- 志蓮投資勁蝕5298萬《明報》2011-03-05[永久]
- 麥當勞借錢給麥當勞《蘋果日報》2011-01-08 （页面存档备份，存于）
- 明施慎選——搞慈善？還是消費！《中大學生報》 （页面存档备份，存于）
- 「自創手機app為慈善機構評分」香港寬頻bbTV新聞採訪